# Spas Wenkoff
Spass Wenkoff (23 septembre 1928 à Veliko Tarnovo - 12 août 2013 à Bad Ischl) est un ténor bulgare.

## Biographie
Spass Wenkoff  triompha à Bayreuth comme Tristan et Tannhäuser. Il était un merveilleux Siegmund, mais aussi un grandiose Otello[réf. nécessaire].